# 2004年度兒歌金曲頒獎典禮得獎名單
2004年度兒歌金曲頒獎典禮於2004年8月29日舉行。
主題：魔術
司儀：郭晉安、楊思琦、徐子珊
兒童節大使︰郭晉安、楊思琦、林曉峰

## 十大兒歌金曲
- 《老夫子之夢幻魔戰記》 —— 陳松伶
- 《黃金入球》 —— 周國賢 （《踢出我天地》片頭曲[1]）
- 《百獸戰隊》 —— Sky （《百獸戰隊》片頭曲）
- 《打氣》 —— 李逸朗
- 《魔球小仙女》 —— 和田裕美 （《魔球小仙女》片頭曲）
- 《Wonderful Life》 —— Cookies
- 《繼續跅跅步哈姆太郎》 —— Boy'z
- 《齊來手牽手》 —— Twins
- 《醜小鴨天鵝湖》 —— 薛凱琪 （《彩夢芭蕾》片頭曲）
- 《下一轉再見》 —— 方力申 （《爆旋陀螺》第二季片頭曲）

## 最受爹地媽咪歡迎兒歌大獎
- 《寸草心》 —— 薛家燕、石耀庭、石耀珠

## 最佳兒歌歌曲大獎
- 《你好嗎》 —— 李紫昕

## 最佳兒歌歌詞大獎
- 《音樂通天地》 —— 李紫昕

## 最有誠意歌曲大獎
- 《童言無忌》 —— 熊熊兒童合唱團

## 兒歌金曲銅獎
- 《繼續跅跅步哈姆太郎》 —— Boy'z

## 兒歌金曲銀獎
- 《Wonderful Life》 —— Cookies

## 兒歌金曲金獎
- 《齊來手牽手》 —— Twins